# Antigua Guatemala Fútbol Club
El Club Deportivo Antigua, G. F. C., también conocido como Antigua Guatemala o simplemente Antigua GFC, es un equipo de fútbol profesional con sede en La Antigua Guatemala, Guatemala. Juegan sus partidos de local en el Estadio Pensativo. El equipo es apodado como Los Panzas Verdes, en referencia que a los antigüeños se les conoce como aguacateros, debido a que existen abundantes plantas de aguacate, es por esto el uniforme verde. El uso del uniforme alternativo púrpura o morado se debe a la tradicional Cuaresma y Semana Santa en la ciudad sede del club (Antigua Guatemala) en la cual los Cucuruchos visten de este color (piadosos cargadores de las procesiones se visten de color morado o púrpura con motivo de la pasión de Cristo). 
Es uno de los equipos más importantes del balompié guatemalteco, pues posee en sus vitrinas cinco títulos de Liga Nacional de Fútbol de Guatemala (Ap. 2015, Ap. 2016, Ap. 2017, Cl. 2019, Cl 2025) y cuatro subcampeonatos (Cl. 2001, Ap. 2019, Ap.2022 y Cl. 2023). Está dentro del Top 5 de clubes más ganadores de Guatemala.

## Historia
El club aguacatero fue fundado en 1958 por Miguel Ángel Soto Bustamante y Antonio Martínez Barrios de la ciudad Colonial. El primer presidente del club fue Rogelio Toledo Estrada.
Después de obtener el ascenso a la máxima división (Liga Mayor "A") en la temporada 1957/58, Antigua, que terminó tercero en la tabla de la liga 1959/60, pero no pudo mantener su nivel en los años siguientes, sufriendo el descenso después del 1964 temporada. Después de más de una década en la Liga Mayor B, la administración del club fue heredado por la Municipalidad de Antigua Guatemala, y en diciembre de 1976, obtuvo la promoción de nuevo a la Liga Mayor "A", pero fue relegado dos años más tarde como el número de equipos en el liga fue reducido de 18 a 12 equipos. La administración cambió de mando otra vez y el equipo ganó otra promoción en 1979 después de ganar un tercer partido playoff de desempate contra Juca en el Estadio Mateo Flores, que queda en la máxima categoría hasta 1983, cuando el último puesto final en la clasificación relegado una vez más. 
El 1983 el descenso marcó el comienzo de un largo período de 16 años en los que el club cuando a través de la tensión financiera y no pudo regresar a la máxima categoría. 
En 1998 la administración del equipo se le dio de nuevo a la Municipalidad y el Alcalde Víctor Hugo del Pozo (1996-2004) con gran esfuerzo y responsabilidad armó buen equipo y el 23 de mayo de 1999 se ganó un lugar en el que ahora se llama Liga Nacional presidido por Guillermo Navas (1998 - 2,002), en la cual estuvo compitiendo por 7 años, hasta que el 21 de mayo de 2006 descendió de nuevo a la Primera División.

### La primera final
Se jugó el primer partido de la final del torneo Clausura 2001 donde el equipo panza verde perdió 4 goles a 0 frente a Comunicaciones, posteriormente en el juego de vuelta jugando en el Estadio Mateo Flores (Ciudad de Guatemala) el equipo de Antigua GFC venció 3 goles a 2 a Comunicaciones quedando con un global de 6 goles a 3 a favor de Comunicaciones siendo este el campeón y el Antigua GFC quedando de subcampeón nacional, siendo hasta ese momento, su mayor logro.
Antigua GFC fue el primer club departamental en disputar una final de torneo corto.

### Compra de la ficha de Heredia y regreso a Liga Nacional

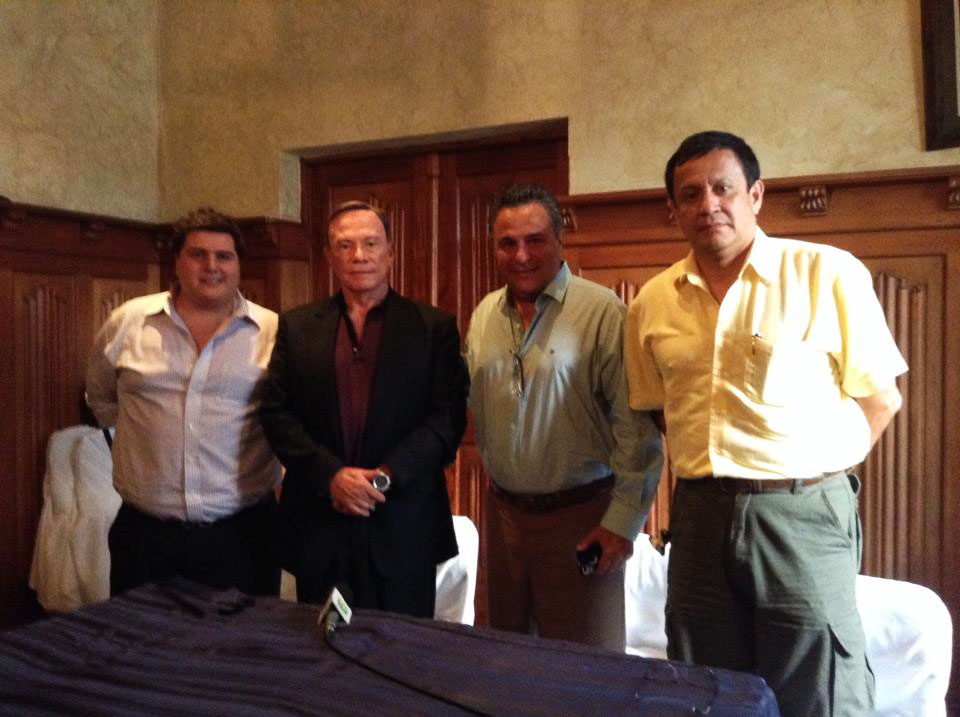
Al medio los licenciados Rafael Arreaga (presidente) y Jorge Rosales Miron (vicepresidente)

Luego de que el Deportivo Heredia anuncia la venta de su ficha de Liga Nacional de Fútbol de Guatemala, los directivos de Antigua GFC encabezados por el presidente Rafael Arreaga llegan a un acuerdo para la compra de la misma. Y el 28 de mayo de 2014 se hace oficial el regreso del Club Antigua GFC a la máxima categoría del fútbol de Guatemala. 
Ese mismo día directivos convocan a una conferencia de prensa en un restaurante de la ciudad capital en donde se anuncia la noticia de manera oficial a los periodistas deportivos de los principales medios de comunicación. 
También se da a conocer que la cifra total de la venta no se revelará debido a un contrato de confidencialidad entra ambas partes. Los aficionados fieles a Antigua celebran quemando cohetillos y publicando en sus redes sociales la alegría que sienten al tener al equipo verde y blanco de vuelta en la liga mayor.

### El primer Aguacate
La final fue disputada entre Deportivo Guastatoya, luego de haber clasificado directamente a semifinales por haber finalizado en segunda posición en la tabla general del torneo apertura de la Liga Nacional de Fútbol de Guatemala, disputando dicha semifinal contra Comunicaciones visitando al equipo capítalino en el partido de ida, con un empate de 3 goles a 3, el equipo "panza verde" obtuvo un buen resultado como visitante. El partido de vuelta disputado en el estadio Estadio Pensativo finalizó con el marcador 1 a 0 a favor de los panzas verdes y clasificándolos por segunda vez en su historia a una final de Liga Nacional de Fútbol de Guatemala contra la sorpresa del torneo Deportivo Guastatoya, el partido de ida en el estadio Estadio David Cordon Hichos favoreció a los "pecho amarillo" con un marcador de 2 a 1, el partido de vuelta jugado en la ciudad colonial, finalizó con un marcador de 2 a 0 a favor del Antigua GFC, otorgándoles el título de campeón de Liga Nacional de Fútbol de Guatemala por primera vez en su historia.  

### El batacazo en el Doroteo

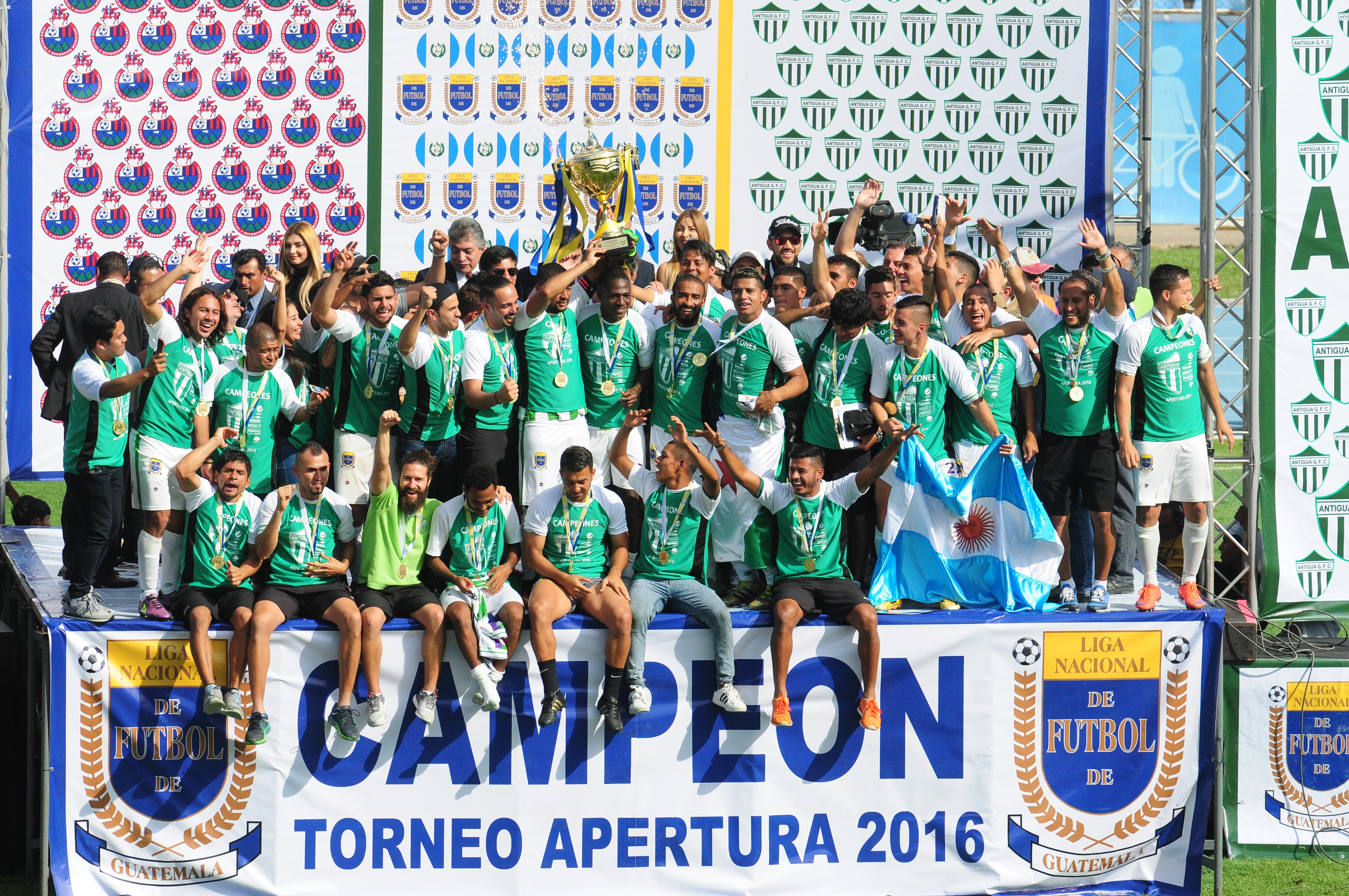
Antigua GFC levantando la copa en el Estadio Doroteo Guamuch Flores.

Antigua GFC se clasificó directamente a la semifinal del Torneo Apertura 2016 de la Liga Nacional de Fútbol de Guatemala, finalizando segundo en la clasificación general con 41 puntos, por delante de Comunicaciones quienes fueron terceros con 39 puntos y detrás de Municipal quienes clasificaron como primeros en la tabla con 44 puntos. La semifinal la disputó contra Comunicaciones, en el partido de ida perdió 1-0 en el Estadio Cementos Progreso y en el partido de vuelta ganó 1-0 en el Estadio Pensativo con un gol de tiro libre ejecutado por el delantero mexicano Agustín Herrera, así Antigua GFC se clasificó a la gran final. 
El partido de ida de la final se disputó en el Estadio Pensativo el jueves 15 de diciembre de 2016, con un lleno total, Antigua GFC venció 2-1 a los rojos del Municipal, con goles del volante colombiano/guatemalteco Alejandro Galindo y del tico Manfred Russell. Por Municipal descontó Carlos Kamiani. 
El partido de vuelta se jugó en el Estadio Nacional Doroteo Guamuch Flores de la capital de Guatemala, ante un lleno total de aficionados de Municipal, Antigua GFC manejó la presión pero al minuto 66, el delantero de Municipal Gastón Puerari anotó el 1-0 el cual empataba la serie. Así finalizaron los 90 minutos por lo que se tuvo que recurrir a los tiempos extras, durante los cuales prevaleció el empate en la serie 2-2. 
En los lanzamientos de penal, la figura fue el costarricense Víctor Bolívar quien atajó el segundo penal que lanzó Municipal, con esto el equipo local quedó condicionado ante su público. Por Antigua GFC los lanzadores de los primeros 5 penales fueron: Fredy Thompson, Manfred Russell, Alejandro Galindo, Mauro Portillo y Kendel Herrarte; este último no pudo concretar el lanzamiento que le daría el campeonato a Antigua GFC, por lo cual se tuvo que recurrir a la muerte súbita. Solamente bastó agregar un penal más ya que Víctor Bolívar atajó el primer lanzamiento de Municipal y el colombiano Hugo Acosta sentenció el triunfo para Antigua GFC, mandando el balón al fondo de la red.

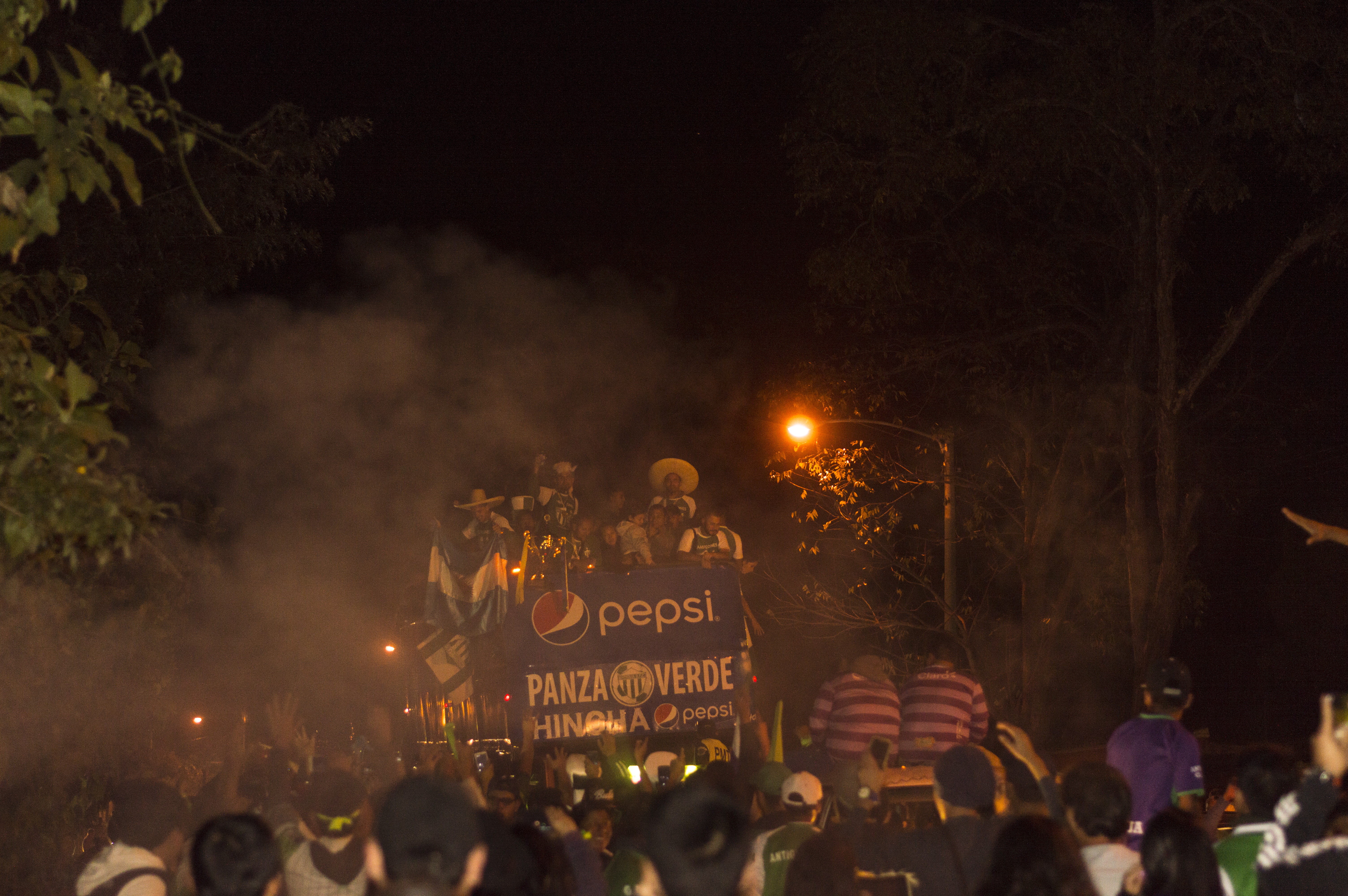
Antigua GFC ingresa a la ciudad de La Antigua Guatemala

Al ser Antigua GFC uno de los pocos equipos departamentales que ha ganado la final en tierras capitalinas, los aficionados de Sacatepéquez enloquecieron haciendo una caravana que duró seis horas desde San Lucas Sacatepéquez hasta la plaza central de La Antigua Guatemala, en donde los aficionados habían disfrutado el partido en pantalla gigante. Así pasado de la media noche Antigua GFC fue recibido por miles de aficionados en el parque central de La Antigua Guatemala.

### Otra final contra Municipal
La Final se disputó entre Antigua GFC y Municipal con un marcador de 1-1 en el partido de ida jugado el 14 de diciembre del 2017 en el Estadio Nacional Doroteo Guamuch Flores, la vuelta se jugó en el Estadio Pensativo el domingo 17 de diciembre del 2017 y fue Antigua GFC quien abrió el marcador, por la vía de José Mena, al minuto ´15 los panzas verdes se colocaban al frente. Previo al descanso, Municipal igualó las acciones por medio de Frank de León al ´41 para dejar el empate transitorio 1-1. En la reanudación, Antigua volvió a hacer la diferencia, esta vez por medio del delantero argentino, Alejandro Díaz, quien marcó el 2-1 al minuto ´52. La necesidad hizo que los ediles fueran al frente pero en el fondo la defensiva colonial se mantuvo hasta el final para lograr el título.
Ya en el Parque Central, los jugadores fueron recibidos con vítores y ovaciones. Los jugadores se apostaron en una tarima que ya había sido preparada para que fuesen escuchados.
El primero en tomar el micrófono fue el costarricense Allan Miranda, quien dijo algunas consignas y animó a la afición a cantarlas junto con los jugadores.
Luego, tomaron la palabra el mexicano Agustín Herrera, Alejandro "Gambetita" Díaz, el habilidoso José Manuel "Moyo" Contreras y varios jugadores más.
Adrián De Lemos, el portero menos vencido del torneo, también dedicó algunas palabras a la afición panza verde. "Les agradezco a todos por estar acá presentes, esta es una alegría para todo el pueblo de Antigua. Estamos muy contentos de representar a este equipo", dijo.

### El final de la época Dorada
La Final se jugó entre Deportivo Malacateco y Antigua GFC, el partido de ida se disputó en el Estadio Santa Lucía y con un único gol de Alejandro Galindo el equipo colonial logró la victoria por 0-1. La vuelta se jugó en el Estadio Pensativo el domingo 26 de mayo de 2018. El partido fue intenso en el medio terreno de juego con José Manuel Contreras, Pablo Mingorance y Alejandro Galindo imponiendo condiciones para los locales, sin embargo, la primera jugada de peligro la generaron los 'toros' por intermedio de Edward Santeliz que remató por arriba del arco defendido por Adrián De Lemos. Transcurrieron los minutos y Antigua GFC tomó el control del balón. Agustín Herrera, Pablo Aguilar y las jugadas a balón parado de José Manuel Contreras, llevaron peligro sobre la portería de Manuel Sosa, pero no se concretó la anotación en la primera mitad. El ansiado gol del campeonato antigüeño fue al minuto 82. José Manuel 'El Moyo' Contreras levantó un centro al segundo palo y Marco Domínguez ingresó en soledad al área para su remate de cabeza y decretar el 1-0 del partido y finiquitar la serie en el marcador global por 2-0.Además consiguieron ser Guatemala 2 en la Liga Concacaf 2019 acompañado del Deportivo Guastatoya y  Comunicaciones FC.  
Tras el pitazo final, los Aguacateros celebraron en el centro del campo con la afición que se quedó presente en los graderíos, a la espera de llegar a la plaza central de Antigua Guatemala para compartir con sus seguidores su nuevo título. El plantel de jugadores y los miembros del cuerpo técnico de Antigua GFC festejaron en las calles empedradas de la Ciudad Colonial.En el recorrido de la caravana que concluyó en el parque dónde hubo música, baile y cánticos.

### El "Trebolazo"
Tras quedar terceros en la Tabla General, Antigua enfrentó al Deportivo Guastatoya en cuartos de final. En ambos partidos, salió vencedor el cuadro panzaverde. En la ida jugada en El Progreso, los tantos de Francisco Apaolaza, Robinson Flores y Dewinder Bradley dejaron el marcador 0-3 a favor de los visitantes. En la vuelta, los tantos de Bradley y Garzaro complementaron la goleada para un 5-0 en el global a favor.
En semifinales, Antigua enfrentó a Cobán. En Alta Verapaz Jonathan Morán adelantó a los Principes Azules con un fuerte cabezazo. Por la misma vía, respondió Diego Fernández para empatar el compromiso. Sin embargo, a 2 minutos del final y con un jugador menos en la cancha por la expulsión de Yeltsin Álvarez, Janderson Pereira puso el 2-1 final. En la vuelta disputada en el Estadio Pensativo, un rápido doblete de Robinson Flores en los minutos 12' y 15' del primer tiempo le dieron la vuelta a la eliminatoria. En la segunda parte, Óscar Santis y Bradley anotaron para meter a la Antigua en la final con un contundente 4-0.
En la final se enfrentaron por cuarta vez en la historia al CSD Municipal. La ida de la Gran Final se disputó en el Estadio Pensativo, dejando un aburrido 0-0. Sin embargo, el jugador de Municipal, Pedro Altán fue expulsado por doble amonestación a 10 minutos para el final. En la vuelta disputada en el estadio Estadio Manuel Felipe Carrera, Municipal se adelanto en el primer tiempo por medio de un cabezazo de John Méndez. El trébol era una fiesta, hasta que al minuto 70, José Ardón empató el partido tras rematar un débil cabezazo. Después de eso Municipal de la mano del panameño Davis Contreras desperdicio un mano a mano contra Morán de manera increíble. 5 minutos después, con el alargue a la vuelta de la esquina, Dewinder Bradley cabeceó un centro de Santis y convirtió el gol que noqueo a Municipal, silenciando el Trébol y logrando la remontada por 1-2 que les dio su quinto título poniendo fin a 6 años de sequía y a 3 subcampeonatos seguidos.

## Jugadores destacados

### Goleadores Históricos
| Jugador              | Goles |
| -------------------- | ----- |
| Agustín Herrera      | 87    |
| Dewinder Bradley     | 51    |
| Alejandro Díaz       | 33    |
| Romario              | 28    |
| Anderson Nascimiento | 27    |
| José Ardón           | 27    |
| Cristian Hernández   | 25    |
| Jairo Arreola        | 24    |
| Pedro Báez           | 20    |
| Óscar Isaula         | 20    |
| Carlos Mejía         | 20    |
| Roberto Peña         | 20    |
| Carlos da Silva      | 19    |
| Luis de Freitas      | 18    |
| Richard Smith        | 18    |

### Jugadores Ganadores de Goleador del Torneo (1942-2025)
- Actualizado al 21 de mayo de 2025

| Año                                    | Jugador               | Goles |
| -------------------------------------- | --------------------- | ----- |
| Apertura 2002 Trofeo Juan Carlos Plata | Edgar Arriaza         | 10    |
| Clausura 2017 Trofeo Juan Carlos Plata | Agustín Herrera Osuna | 14    |
| Clausura 2018 Trofeo Juan Carlos Plata | Agustín Herrera Osuna | 15    |
| Apertura 2018 Trofeo Juan Carlos Plata | Agustín Herrera Osuna | 11    |
| Clausura 2019 Trofeo Juan Carlos Plata | Agustín Herrera Osuna | 11    |
| Apertura 2024 Trofeo Juan Carlos Plata | Lucas Gómez           | 12    |

### Jugadores Ganadores de Portero Menos Vencido (1942-2025)
| Año                                    | Jugador         |
| -------------------------------------- | --------------- |
| Apertura 2017 Trofeo Josue Danny Ortiz | Adrián De Lemos |
| Apertura 2021 Trofeo Josue Danny Ortiz | Braulio Linares |

## Palmarés

### Torneos nacionales (5)
| Competición                                | Títulos                                                                    | Subtítulos                                                  |
| ------------------------------------------ | -------------------------------------------------------------------------- | ----------------------------------------------------------- |
| Liga Nacional de Fútbol de Guatemala (5/4) | Apertura 2015, Apertura 2016, Apertura 2017, Clausura 2019, Clausura 2025. | Clausura 2001, Apertura 2019, Apertura 2022, Clausura 2023. |
| Primera Division de Guatemala (6)          | 1953-54, 1954-55, 1957-58, 1976, 1979-80, 1998-99.                         |                                                             |

## Estadísticas

### Participaciones internacionales
| Competencia                          | Edición        |
| ------------------------------------ | -------------- |
| Liga de Campeones de la Concacaf (2) | 2016-17, 2025. |
| Liga Concacaf (2)                    | 2019, 2020.    |
| Copa Centroamericana de Concacaf (2) | 2024, 2025.    |

Actualizado hasta la Copa Centroamericana de Concacaf 2025.
| #     | Temp.   | Torneo                           | Posición         | PJ | PG | PE | PP | GF | GC | DG |
| ----- | ------- | -------------------------------- | ---------------- | -- | -- | -- | -- | -- | -- | -- |
| 1     | 2016-17 | Liga de Campeones de la Concacaf | Fase de grupos   | 4  | 0  | 2  | 2  | 2  | 7  | -5 |
| 2     | 2019    | Liga Concacaf                    | Ronda preliminar | 2  | 0  | 1  | 1  | 1  | 2  | -1 |
| 3     | 2020    | Liga Concacaf                    | Octavos de final | 2  | 0  | 2  | 0  | 2  | 2  | 0  |
| 4     | 2024    | Copa Centroamericana de Concacaf | Semifinales      | 8  | 3  | 4  | 1  | 10 | 4  | 6  |
| 5     | 2025    | Copa de Campeones de la Concacaf | Primera ronda    | 2  | 0  | 0  | 2  | 2  | 6  | -4 |
| 6     | 2025    | Copa Centroamericana de Concacaf | Fase de grupos   | 3  | 1  | 1  | 1  | 7  | 6  | 1  |
| Total | Total   | Total                            | 0 títulos        | 21 | 4  | 10 | 7  | 24 | 27 | -3 |

## Datos del club
- Temporadas en Liga Nacional: 31.
- Temporadas en Primera División: 36.
- Temporadas en Segunda División: 1.
- Mayor goleada conseguida:
  - En campeonatos nacionales:  6-0 a Xelajú Mario Camposeco (Clausura 2022).
  - En torneos internacionales: 1-4 a Port Layola FC (Copa Centroamericana de Concacaf 2024).
- Mayor goleada encajada:.
  - En campeonatos nacionales:  7-0 de CSD Municipal (Apertura 2001).
  - En torneos internacionales: 3-0 de New York RB (Liga de Campeones de la Concacaf 2016-17).
- Mejor puesto en la liga: 1.º (2017, 2019, 2021, 2022).
- Peor puesto en la liga: 12.º (1964, 1983, 2021).
- Máximo goleador: Agustín Herrera (87 goles).

## Rivalidades
Los rivales del cuadro Panza Verde son:
- Xelajú MC, club del cual dio nacimiento el Clásico de los departamentales, cuyo enfrentamiento en la final del Torneo Clausura 2023 definió la lucha por el equipo departamental más ganador de Guatemala, donde el equipo Aguacatero cayó derrotado en la final por un global 3-2.
- Comunicaciones, club con el que disputó su primera final de Liga Nacional de Liga en el Torneo Clausura 2001.
- Municipal, club con el cual ha disputado 4 finales de Liga Nacional de Liga, ganando 3 en el Torneo Apertura 2016, Torneo Apertura 2017 y Torneo Clausura 2025. La única que perdieron fue la del Torneo Apertura 2019.